# Roberto Giacomi
Roberto Giacomi (Toronto, 1º agosto 1986) è un ex calciatore canadese di origini italiane.